# Glaucomys oregonensis
La ardilla voladora del Humboldt (Glaucomys oregonensis) es una de las tres especies del género Glaucomys, las únicas ardillas voladoras que habitan en América del Norte. Esta especie ha sido la última descubierta.

## Descubrimiento
En 2016, el Servicio de Pesca y Fauna Silvestre de los Estados Unidos no consideró necesario dar la condición de especie en peligro de extinción a una población de ardillas halladas en el sur de California, pero el zoólogo que las estaba estudiando, Brian Arbogast (de la Universidad de Carlonia del Norte en Wilmington) constataba que había algo raro en los ejemplares de la costa oeste. Finalmente, mediante un estudio genético y un análisis de la historia de estos animales y de sus mapas de hábitats, estableció una nueva especie en la que le dio el nombre de ardilla voladora de Humboldt, en honor al naturalista Alexander von Humboldt.